# Antoine Banier
Antoine Banier (* 2. November 1673 in Dallet, Auvergne; † 2. November 1741 in Paris) war ein französischer Altertumsforscher, Übersetzer und Geistlicher. Antike griechische Mythen suchte er rationalistisch zu erklären.

## Leben und Werk
Der Abbé Antoine Banier studierte am Jesuiten-Kolleg zu Clermont-Ferrand. Aufgrund seiner Begabung schickten ihn seine unbemittelten Eltern zur Fortsetzung seiner Studien nach Paris. Bald musste er, um seinen Lebensunterhalt verdienen zu können, selbst Lehrer werden. Er fand in dem Präsidenten Dumetz einen Förderer seiner Studien, und in dessen Sohn, der ihm zum Unterricht übergeben wurde, einen talentierten Zögling, mit dem er vornehmlich alte Literatur trieb. Da er nun auch durch seine Schriften hervortrat, so wurde er 1713 ein Mitglied der Académie des Inscriptions et Belles-Lettres und blieb unter wissenschaftlichen Beschäftigungen in Paris bis zu seinem Tod, der am 2. November 1741 erfolgte.
Baniers Studien bezogen sich hauptsächlich auf griechische und römische Mythologie. Im Sinn des Euhemerismus forschte er nach dem historischen Kern der Dichtungen und suchte die eigentliche historische Grundlage der Mythen von späteren poetischen Ausschmückungen zu, sondern um auf diesem Weg die ältere antike Geschichte zu erhellen. Die heidnischen Götter seien in Wahrheit reale Menschen der Vorzeit gewesen und allmählich vergöttlicht worden. Nach Baniers Meinung war die Wahrheit nur dadurch zu enthüllen,  dass sie sorgfältig vom wundersamen Beiwerk getrennt wurde; auf diese Weise könne bis zur Entstehung der Fabeln zurückgegangen werden. Dieses Verfahren fand auch außerhalb Frankreichs längere Zeit während der Aufklärung Beifall, bevor modernere Untersuchungsmethoden der Mythologie einsetzten. Aus christlicher Sicht sah Banier die antiken Fabeln als Götzenverehrung an.
Nach der geschilderten Leitidee der Mytheninterpretation  ist Baniers Hauptwerk ausgeführt, das zuerst unter dem Titel Explication historique des fables, où l’on découvre leur origine et leur conformité avec l’histoire ancienne (2 Bde., Paris 1711) erschien und begeisterte Aufnahme fand, 1715 in drei Duodezbänden umgearbeitet wurde und zum dritten Mal, gleichsam als ganz neues Werk, unter dem Titel La mythologie et les fables expliquées par l’histoire (3 Bde., Paris 1738–1740) herauskam. Eine fünfbändige deutsche Übersetzung von Johann Adolf Schlegel mit Anmerkungen von Johann Matthias Schröckh erschien unter dem Titel Erläuterung der Götterlehre und Fabeln aus der Geschichte 1754–1766 in Leipzig. In London erfolgte auch eine englische Übersetzung von Baniers Werk.
Baniers ziemlich genaue, aber trockene französische Übersetzung von Ovids Metamorphosen verdankt den großen Anklang, den sie in Frankreich fand, zum Teil den sehr schönen Kupfern von Bernard Picart u. a., womit sie geschmückt ist. Die erste Ausgabe hat den Titel Les metamorphoses d’Ovide, en lat. et en franç., avec des remarques et des explications historiques par Banier (2  Bde., Amsterdam 1732; 2. Auflage 3 Bde., ebd. 1732; 3. Auflage 2 Bde., Paris 1738; Prachtausgabe 4 Bde., Paris 1767–1771, mit 140 Blatt Kupfern). Eine deutsche Nachahmung wurde publiziert unter dem Titel Ovids Verwandlungen mit 136 von vorzüglichsten Künstlern gefertigten Kupfern vorgestellt und mit historischen Erläuterungen begleitet (3 Bde., Wien 1791; neue Auflage 4 Bde., ebd. 1804).
Die letzte literarische Arbeit, an der Banier Anteil nahm, war eine mit dem Abbé Jean-Baptiste Le Mascrier besorgte neue Ausgabe der Histoire générale des cérémonies, moeurs, et coutumes religieuses de tous les peuples du monde, répresentées en 243 figures dessinées de la main de Bernard Picart avec des explications (7 Bde., Paris 1741). In diesem Werk wollten Banier und Le Mascrier alle Religionen der damals bekannten Welt einschließlich ihrer Ursprünge und Riten beschreiben. Sie überarbeiteten und erweiterten dabei eine allerdings aufgrund ihrer vorzüglicheren Kupfer höher geschätzte Amsterdamer Ausgabe des satirischen hugenottischen Autors Jean Frédéric Bernard (Cérémonies et coûtumes religieuses de tous le peuples du monde, 1723ff.). Letztlich beruht der Inhalt auf Berichten katholischer Missionare über in Afrika, Amerika und Asien verbreitete Religionen. Banier und Le Mascrier nahmen größere Änderungen vor allem an jenen Partien von Bernards Werk vor, die sich mit dem evangelischen, katholischen und jüdischen Glauben befassten; dabei ließen sie Passagen weg, welche die katholische Kirche satirisch behandelten, und fügten solche ein, die das Primat des Katholizismus vor allen anderen Religionen unterstreichen sollten.
Zu den Voyages de Paul Lucas verfertigte Banier einen dritten Teil (Troisième Voyage du sieur Paul Lucas, fait en 1714, par ordre de Louis XIV dans la Turquie, l’Asie, la Sourie, la Palestine, la Haute et la Basse-Égypte, 3 Bde., 1719), und neue, sehr verbesserte Auflagen besorgte er von des Bonaventure d’Argonne Mélanges d’histoire et de littérature (1725), von des Pierre Gautruche Histoire poétique (1738) und von den Voyages de Corneille Lebruyn (Paris 1725, 5 Bde.). Letzterem Werk fügte er gelehrte Anmerkungen hinzu, wobei er antike und moderne geographische Bezeichnungen genau gegenüberstellte. In den Mémoires de l’académie des inscriptions stehen von ihm viele Abhandlungen, in denen er Gegenstände der Mythologie oft mehr scharfsinnig als historisch richtig zu erläutern sucht.